# 13e note éditions
13e Note éditions est une maison d’édition française créée en 2008 par Éric Vieljeux, directeur éditorial, et Sandrine Belehradek, dont le siège social est situé à Paris.

## Historique
Dès lors l’équipe inclut Sandrine Belehradek, directrice éditoriale (2008-2012), Adeline Regnault comme éditrice, Patrice Carrer, directeur d’ouvrages, Christian Kirk-Jensen, graphiste (Danish Pastry Design) et Arnaud Labory (attaché de presse).
Les points clés de la ligne éditoriale chez 13e Note sont : 
- littérature américaine au départ, mais ouverte sur le monde
- beat et post-beat
- autobiographie, quête du sens dans l’ivresse des sens, lose, underground, down and out, street, road
- aventure, voyage, marge, déglingue, rédemption, extase...

Certains auteurs de 13e Note se réclament volontiers du non-conformisme individualiste et fiévreux de la beat generation (Jack Kerouac, William Burroughs, etc.)  mais aussi de francs-tireurs tels que John Fante, Henry Miller, Hubert Selby Jr, Charles Bukowski, Ken Kesey, Hunter S. Thompson, le Tom Wolfe période Nouveau Journalisme, Jim Harrison, etc. D'autres se réclament seulement de leur fureur d'écrire.
Le premier titre, Régime sec, de Dan Fante, recueil de nouvelles inédit, est paru en avril 2009. Le Livre des fêlures, 31 histoires cousues de fil noir, sorte de vitrine du projet éditorial, a été récompensé en mars 2011 par le prix de La Nuit du Livre. La création d’une collection de poche à prix réduit, « Pulse » est lancée en mai 2012. En difficulté, la maison d'édition suspend son programme avec la parution de deux pièces de théâtre de Dan Fante en mai 2014. À partir du 30 novembre son catalogue n'est plus commercialisé.

## Liste des auteurs édités
- Dan Fante
- Mark SaFranko
- Tony O'Neill
- Tommy Trantino
- Barry Gifford
- William Burroughs Junior
- Tom Grimes
- Hampton Hawes
- Jerry Stahl
- Jay Dobyns
- Robert M. Pirsig
- Nelson Algren
- Tim O'Brien
- Richard Burgin (en)[6]
- Efraim Medina Reyes
- J. C. Amberchele
- J. R. Helton
- Olivier Martinelli, seul écrivain français.
- Luis Spota (en)
- Jesse Sublett
- Mark Oliver Everett
- Barry Graham
- Matthew Firth
- James Fogle
- Paul Ruffin
- Richard Grant
- Charles Bukowski, pour l'inédit Shakespeare n'a jamais fait ça.
- Willy Vlautin
- Rob Roberge
- Laura Hird (en)
- Sam Shepard
- Pedro Juan Gutiérrez
- Joel Williams
- Sigrid Nunez
- Julián Herbert
- F.X. Toole, pour l'inédit De sueur et de sang.
- Jake LaMotta, champion du monde de boxe des poids moyens de 1949 à 1951.
- Kent Anderson
- Ry Cooder
- Ron Kovic
- Gerald Locklin (en)
- Evan Wright